# Кирилкін Іван Тарасович
Іван Тарасович Кирилкін (нар. 1890, місто Олександрівськ-Грушевський, тепер місто Шахти Ростовської області, Російська Федерація — 25 березня 1942, В'ятський виправно-трудовий табір, Кіровська область, Російська Федерація) — радянський господарський діяч, перший директор Новокраматорського машинобудівного заводу. Член ЦК КП(б)У в січні 1934 — січні 1937 р. Член ЦВК СРСР.

## Біографія
Народився в родині шахтаря. Батько померли, з двох років ріс на вулиці. Закінчив церковноприходську школу. З 1902 року працював коногоном копальні Панченка, саночником, шахтарем, електриком на шахтах в Олександрівську-Грушевському, Ровеньках, Микитівці.
Член РСДРП(б) з липня 1913 року.
У 1917 році — голова виконавчого комітету Ради робітничих і селянських депутатів у місті Олександрівську-Грушевському.
Учасник Громадянської війни в Росії. У грудні 1918 — лютому 1919 року — начальник Єлецької повітової надзвичайної комісії (ЧК) Орловської губернії. Потім — на військово-політичній роботі в 9-й армії РСЧА.
Після демобілізації очолював раду народного господарства (раднаргосп) міста Олександрівська-Грушевського.
З травня 1920 року — на керівній господарській роботі у Юзівці та Макіївці: директор Юзівського гірничого району (1921—1923), керуючий Рутченківським копальнями (директор Рутченківського вугільного району) біля Юзівки (1923—1926), директор Макіївських металургійних заводів на Донбасі (1926—1927). Перебував у закордонних відрядженнях на будівництвах у США, Великій Британії, Франції, Чехословаччині, Німеччині.
У 1927—1928 роках — заступник голови правління тресту «Південьсталь» у місті Харкові.
У вересні 1928—1929 роках — керуючий тресту «Краматорські державні машинобудівні заводи». У 1929—1931 роках — голова Всесоюзного державного тресту гірничозаводського устаткування «Горзавтрест» і голова правління контори «Краммашбуд» на Донбасі. У 1931—1933 роках — директор «Краматорського комбінату» (Краматорського державного машинобудівного і металургійного заводів), у склад якого увійшов «Краммашбуд». Під його керівництвом у 1932 році створені Старокраматорський машинобудівний завод і Новокраматорський машинобудівний завод. У 1933 — травні 1936 року — перший директор Краматорського машинобудівного заводу імені Сталіна (тепер — Новокраматорський машинобудівний завод) Донецької області.
Без відриву від виробництва навчався на факультеті особливого призначення.
У травні 1936 — вересні 1938 року — начальник будівництва суднобудівного заводу № 402 і селища Судострой (міста Молотовська, тепер Сєверодвінська) Архангельської області.
8 вересня 1938 року заарештований органами НКВС. Засуджений Військовим трибуналом Архангельського військового округу 2 травня 1941 року за статтями 58-7, 58-11 КК РРФСР і Закону від 7 серпня 1932 року («шпигунство на користь іноземних розвідок») до 15 років виправно-трудових таборів. Був ув'язнений у В'ятському виправно-трудовому таборі. Помер у табірному лазареті. Посмертно реабілітований 25 серпня 1956 року.

## Нагороди
- орден Леніна (3.04.1936)